# 3-я армия (СССР)
3-я армия (СССР) (3 А) — оперативное войсковое объединение (общевойсковая армия) в составе РККА Вооружённых Сил СССР во время Великой Отечественной войны.

## Первое формирование
Сформирована 15 сентября 1939 года в составе Белорусского Особого военного округа на базе Витебской армейской группы войск.

### Польский поход
В сентябре — октябре 1939 года армия участвовала в Польском походе РККА. Штаб армии располагался в городе Молодечно.

### Состав армии на утро 22.06.1941 г.
На 22 июня 1941 года 3-я армия насчитывала в своём составе 3 стрелковых дивизии и 11-й мехкорпус (ещё 2 танковые и 1 моторизованная дивизии):
- 4-й стрелковый корпус
  - 27-я стрелковая дивизия
  - 56-я стрелковая дивизия
  - 85-я стрелковая дивизия
- 11-й механизированный корпус
  - 29-я танковая дивизия
  - 33-я танковая дивизия
  - 204-я моторизованная дивизия
  - 16-й мотоциклетный полк
- 68-й Гродненский укрепрайон
- 7-я артиллерийская бригада противотанковой обороны
- 152-й корпусный артиллерийский полк
- 444-й корпусный артиллерийский полк
- 16-й отдельный зенитный артиллерийский дивизион

### Великая Отечественная война
С началом Великой Отечественной войны армия вела оборонительные бои на правом фланге Западного фронта в районах Гродно, Лида, Новогрудок. В конце июня 1941 года в ходе Белостокско-Минского сражения она была окружена и организационно разгромлена.

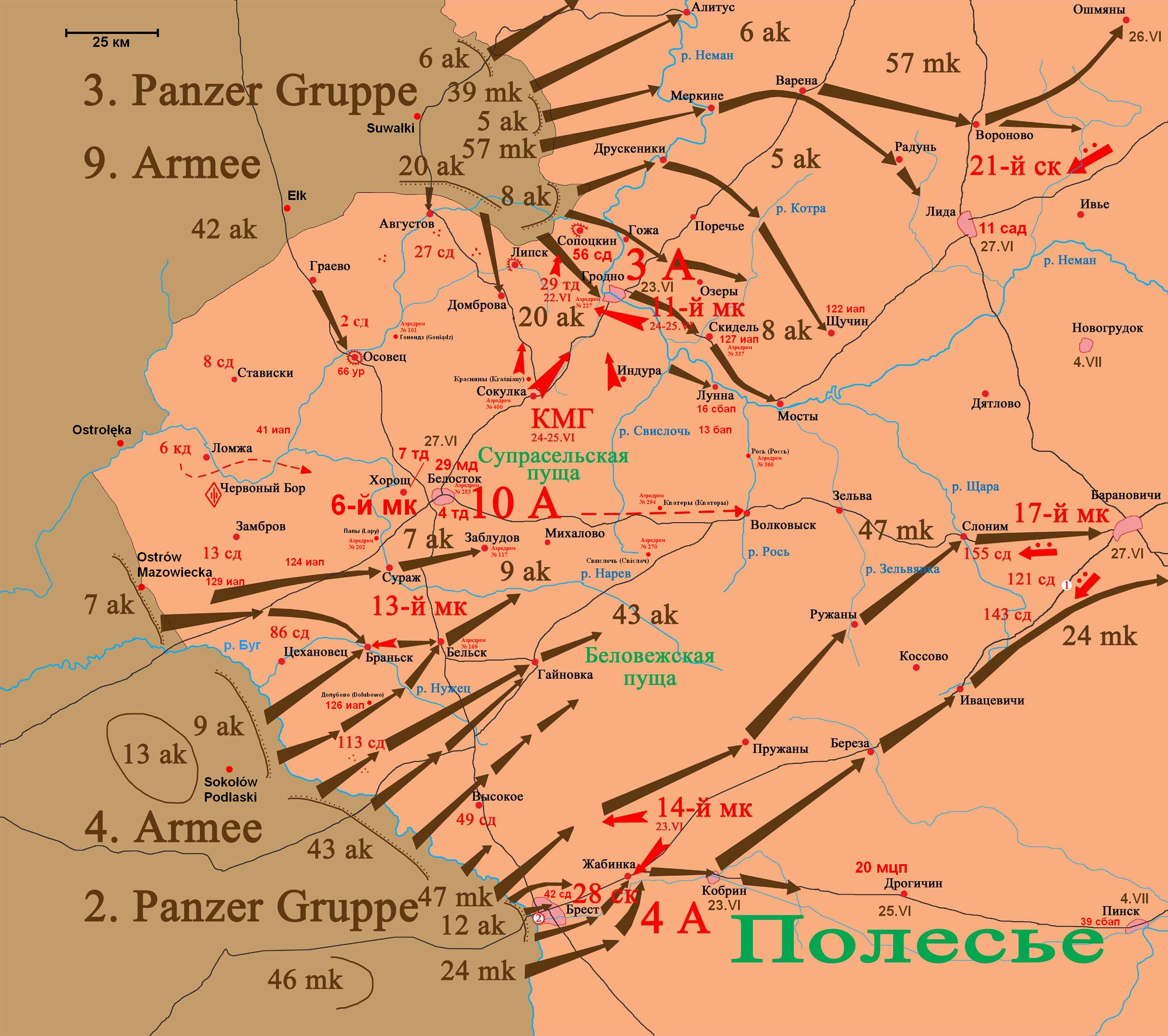
Окружение советских войск Западного фронта в Белостокском выступе, 22-25 июня 1941 года

В ночь на 1 июля остатки управления армии во главе с командующим генерал-лейтенантом В. И. Кузнецовым сумели прорваться в район восточнее Минска, но только 28 июля они сумели выйти из окружения севернее Рогачёва вместе с отрядом 204-й моторизованной дивизии и 274-м стрелковым полком 24-й Самаро-Ульяновской Железной дивизии. В приказе СВГК СССР за № 270 от 16 августа «Об ответственности военнослужащих за сдачу в плен и оставление врагу оружия» говорилось, что

Командующий 3-й армией генерал-лейтенант Кузнецов и член Военного совета армейский комиссар 2 ранга Бирюков с боями вывели из окружения 498 вооружённых красноармейцев и командиров частей 3-й армии и организовали выход из окружения 108-й и 64-й стрелковых дивизий…
1 августа 1941 года 3-я армия была включена в состав Центрального фронта. Командующим армией оставили В. И. Кузнецова, начальником штаба назначили генерал-майора А. С. Жадова; штаб расположился в районе западнее Калинковичей. Армии передали в подчинение 66-й стрелковый корпус, Мозырский укрепрайон, а также 75-ю стрелковую дивизию.
Во второй половине августа 1941 года Центральный фронт был разгромлен и расформирован (см. Смоленское сражение). 3-я армия вынуждена была оставить Мозырь, после многокилометрового марша передала свои войска 21-й армии, а штаб её был перемещён в стык 50-й и 13-й армий с подчинением штабу Брянского фронта. Командующим армией был назначен генерал-майор Я. Г. Крейзер. Бывший командующий армией генерал-лейтенант В. И. Кузнецов был назначен командующим 21-й армией, а после её разгрома в Киевском котле возглавил 58-ю армию.
В конце августа — начале сентября 1941 года армия участвовала в Рославльско-Новозыбковской наступательной операции.
В октябре — декабре 1941 года 3-я армия участвовала в Московском сражении. На первом её этапе, в Орловско-Брянской оборонительной операции войска армии оказалась в глубоком окружении после того, как немецкие танковые группировки 6 октября 1941 года соединились в районе Орла и взяли этот город. Армия сразу оказалась в немецком тылу в районе Трубчевска, откуда ей предстояло прорываться около 300 километров. При этом Ставка ВГК возлагала задачу не простой выйти к своим, а решительным ударом по тылам 2-й немецкой танковой группы сковать её главные силы, разгромить орловскую группировку немцев и занять новый оборонительный рубеж Поныри — Фатеж. В ночь на 8 октября армия начала прорыв. Немцы оказывали упорное сопротивление, опираясь на заранее подготовленные советскими войсками тыловые оборонительные рубежи и имея большое превосходство в огневой мощи. Части армии несли большие потери, после 20 октября централизованное управление ими было потеряно. Но с этого дня отдельные отряды, подразделения и мелкие группы войск 3-й армии начали переходить линию фронта и выходить к своим. Основные силы армии вышли 25—28 октября, выход мелких групп и одиночных бойцов продолжался ещё несколько дней. Армия понесла большие потери: из 99 649 человек личного состава (на 1.10.1941) к своим прорвались не более 10 0000 человек, были утрачены почти вся артиллерия и автотранспорт. Немцы в боях против 3-й армии в октябре 1941 года потеряли от 2 500 до 3 000 человек. Против неё Гудериан был вынужден дополнительно бросить в бой 2 танковые дивизии, сняв их с направления главного удара, что способствовало остановке его наступления на Тулу и Москву.
Остатки армии вышла из окружения и закрепилась в районе Ефремов. Восстановление и пополнение войск производились непосредственно на линии фронта.
После перехода Красной Армии в контрнаступление под Москвой 3-я армия участвовала в Елецкой операции. В дальнейшем до лета 1943 года занимала оборонительные позиции.
В июне 1943 года новым командующим 3-й армией назначили генерал-лейтенанта А. В. Горбатова, который командовал ею до конца войны.
В июле — августе армия участвовала в Орловской операции 1943 года, а в сентябре — начале октября — в Брянской операции 1943 года, при завершении которой вышла на левый берег реки Сож в районе города Пропойск (Славгород). С 7 октября передана Центральному (с 20 октября 1943 года Белорусскому, с 17 февраля 1944 года 1-й Белорусскому) фронту и в его составе вела боевые действия в Гомельско-Речицкой операции 1943 года и в Рогачёвско-Жлобинской операции 1944 года.
Во второй половине 1944 года войска армии участвовали в Белорусской операции. в составе войск 1-го Белорусского, с 5 июля 2-го Белорусского фронтов при освобождении советскими войсками Белоруссии и восточных районов Польши.
В Бобруйской, Минской и Белостокской наступательных операциях её войска прошли с боями свыше 500 км, освободили города Новогрудок (8 июля, во взаимодействии с 50А), Волковыск (14 июля), Белосток (27 июля). Продолжая наступление в последующей Ломжа-Ружанской наступательной операции они освободили города Остроленка (6 сентября) и Ломжа (13 сентября). С выходом к реке Царев перешли к обороне на рубеже Остроленка, Ружаны, а затем армия была переброшена на Ружанский плацдарм и участвовала в сражении за его расширение.
В Млавско-Элъбингской операции 1945 года армия наступала в составе ударной группировки 2-го Белорусского фронта с ружанского плацдарма в направлении Вилленберг (Вельбарк), Мёльзак.
В 1945 году армия участвовала в Восточно-Прусской операции. С 10 февраля входила в 3-й Белорусский фронт, в составе которого в марте принимала участие в ликвидации восточно-прусской группировки противника юго-западнее Кёнигсберга (Калининград).
В начале апреля была передислоцирована в район юго-восточнее Кюстрина, включена в 1-й Белорусский фронт и в его составе участвовала в Берлинской операции 1945 года. Боевые действия закончила 8 мая на Эльбе северо-восточнее Магдебурга.
В августе 1945 года армия была расформирована, её штаб был направлен на формирование штаба Минского военного округа.
За боевые отличия в годы войны многие соединения и части армии преобразованы в гвардейские, награждены орденами и удостоены почётных наименований. За мужество, героизм и высокое воинское мастерство в боях десятки тысяч её воинов награждены орденами и медалями, а 83 из них присвоено звание Героя Советского Союза.

## Командование армией
Командующие армией
- генерал-лейтенант Кузнецов В. И. (1 сентября 1939 г. — 25 августа 1941 г.);
- генерал-майор Крейзер Я. Г. (25 августа — 13 декабря 1941 г.);
- генерал-лейтенант Пшенников П. С. (13 — 28 декабря 1941 г., погиб);
- генерал-лейтенант Батов П. И. (28 декабря 1941 г. — 11 февраля 1942 г.);
- генерал-майор Жмаченко Ф. Ф. (11 февраля — 12 мая 1942 г.);
- генерал-лейтенант Корзун П. П. (12 мая 1942 г. — 26 июня 1943 г.);
- генерал-лейтенант, с 29 июня 1944 г. генерал-полковник Горбатов А. В. (27 июня 1943 г. — 9 июля 1945 г.).

Члены Военного совета
- дивизионный комиссар Маланин М. П. (15 сентября 1939 — 14 августа 1940);
- корпусной комиссар Диброва П. А. (14 августа — 25 декабря 1940);
- армейский комиссар 2 ранга Бирюков Н. И. (5 апреля — 10 августа 1941 г.);
- дивизионный комиссар Шлыков Ф. И. (10 августа 1941 г. — 19 апреля 1942 г.);
- бригадный комиссар, с 6 декабря 1942 г. генерал-майор, с ноября 1944 г. генерал-лейтенант Коннов И. П. (19 апреля 1942 г. — 9 июля 1945).
- генерал-майор Пинчук И. Д. (19.04.1942 — 9.05.1945).

Начальники штаба
- комбриг, с 4 июня 1940 генерал-майор Кондратьев А. К. (7 сентября 1939 г. — 31 июля 1941 г.);
- генерал-майор Жадов А. С. (2 августа 1941 г. — 11 мая 1942 г.);
- генерал-майор, с 13 сентября 1944 г. генерал-лейтенант Ивашечкин М. В. (12 мая 1942 г. — 9 июля 1945 г.).

Командующие артиллерией
- полковник Прокопович К. Ц. (1941)
- генерал-лейтенант Семёнов Н. Н. (февраль-сентябрь 1944 г.)

## Подчинение
- Белорусский Особый военный округ
- Западный фронт
- Центральный фронт
- Брянский фронт
- Юго-Западный фронт
- Орловский фронт
- Белорусский фронт
- 1-й Белорусский фронт
- 2-й Белорусский фронт
- 3-й Белорусский фронт

## Состав
| - 4-й стрелковый корпус (генерал-майор Е. А. Егоров, Гродно) - 27-я стрелковая дивизия (генерал-майор А. М. Степанов, район Августова) - 56-я стрелковая дивизия (генерал-майор С. П. Сахнов, район Поречье) - 85-я стрелковая дивизия (генерал-майор А. В. Бондовский, Гродно) - 152-й корпусной артиллерийский полк - 444-й корпусной артиллерийский полк - 16-й отдельный зенитный артиллерийский дивизион - 11-й механизированный корпус (генерал-майор Д. К. Мостовенко, Волковыск) - 29-я танковая дивизия (полковник Н. П. Студнев, Гродно) - 33-я танковая дивизия (полковник М. Ф. Панов, Сокулка) - 204-я моторизованная дивизия (полковник А. М. Пиров, Волковыск) - 16-й мотоциклетный полк - В подчинении штаба армии - 7-я артиллерийская противотанковая бригада (п. Михалово Заблудовского района) - 68-й (Гродненский) укрепрайон | - 66-й стрелковый корпус (генерал-майор Ф. Д. Рубцов) - 232-я стрелковая дивизия (генерал-майор С. И. Недвигин) - 24-я стрелковая дивизия (генерал-майор Т. К. Бацанов) - 75-я стрелковая дивизия (полковник С. Ф. Пивоваров) - Мозырский УР - 65-е управление укреплённого района (Мозырь); - 33-й отдельный пулемётный батальон, 2-х ротного состава (Слободка); - 138-й отдельный пулемётный батальон, 4-х ротного состава (Озерец); - Отдельный миномётный взвод; - 17-й отдельный взвод связи; - Два отдельных взвода капонирной артиллерии |

| - 137-я стрелковая дивизия - 148-я стрелковая дивизия - 269-я стрелковая дивизия - 280-я стрелковая дивизия - 282-я стрелковая дивизия - 4-я кавалерийская дивизия - 108-я танковая дивизия - 141-я танковая бригада - 113-й отдельный танковый батальон - 420 кап | - 137-я стрелковая дивизия - 148-я стрелковая дивизия - 269-я стрелковая дивизия - 280-я стрелковая дивизия - 282-я стрелковая дивизия - 4-я кавалерийская дивизия - 855-й стрелковый полк - 420 кап - 645 кап | - 6-я гвардейская стрелковая дивизия - 137-я стрелковая дивизия - 212-я стрелковая дивизия - 269-я стрелковая дивизия - 283-я стрелковая дивизия - 29-я кавалерийская дивизия - 52-я кавалерийская дивизия - 150-я танковая бригада - 569-й артиллерийский полк ПТО - 6-й гвардейский миномётный полк |

### 1 мая 1945 года
- 35-й стрелковый корпус:
  - 250-я стрелковая дивизия
  - 290-я стрелковая дивизия
  - 348 стрелковая дивизия
- 40-й стрелковый корпус:
  - 5-я стрелковая дивизия
  - 129-я стрелковая дивизия
  - 169-я стрелковая дивизия
- 41-й стрелковый корпус:
  - 120-я гвардейская стрелковая дивизия
  - 269-я стрелковая дивизия
  - 283-я стрелковая дивизия

Артиллерийские части:
- 4-я корпусная артиллерийская бригада
- 44-я пушечная артиллерийская бригада
- 156-я тяжёлая гаубичная артиллерийская бригада
- 584-й истребительно-противотанковый артиллерийский полк
- 475-й миномётный полк
- 24-й гвардейский миномётный полк реактивной артиллерии
- 31-я зенитная артиллерийская дивизия:
  - 1376-й зенитный артиллерийский полк
  - 1380-й зенитный артиллерийский полк
  - 1386-й зенитный артиллерийский полк
  - 1392-й зенитный артиллерийский полк
- 1284-й зенитный артиллерийский полк

Бронетанковые и механизированные войска:
- 1812-й самоходный артиллерийский полк
- 1888-й самоходный артиллерийский полк
- 1901 самоходный артиллерийский полк
- 283-й отдельный моторизованный батальон особого назначения

Инженерные войска:
- 10-я инженерно-сапёрная бригада
- 35-я инженерно-сапёрная бригада
- 85-й понтонно-мостовой батальон

Огнемётные части:
- 141-я отдельная рота ранцевых огнемётов
- 207-я отдельная рота ранцевых огнемётов

Войска связи:
- 109-й отдельный Волковыскский[7] Краснознаменный[8] ордена Александра Невского[9] полк связи[10]
- 437-я отдельная армейская авиационная ордена Александра Невского эскадрилья связи